# Desembarco de Mallorca
El Desembarco de Mallorca, a veces también denominado como la Conquista de Mallorca (Intento fallido), fue una operación bélica de la Guerra civil española desarrollada entre los meses de agosto y septiembre de 1936 por el que las fuerzas republicanas trataron de reconquistar las islas de Mallorca e Ibiza, en las que, a diferencia de lo ocurrido en Menorca, la sublevación del 18 de julio había triunfado.
El desembarco se saldó con la derrota y retirada de las fuerzas republicanas. Se considera que el desenlace de la guerra civil habría podido ser distinto en caso de éxito de la ofensiva republicana, ya que Mallorca se convirtió a posteriori en una importante base aeronaval de la aviación y la armada italiana que bloqueaban las comunicaciones marítimas y que funcionaba como plataforma aérea de ataque a la España republicana. Después del otoño de 1937 Mallorca también se convirtió en la principal base de la flota franquista, que pasó a controlar el Mar Mediterráneo.

## Antecedentes
La idea de una expedición a Mallorca parece haber estado presente entre las diferentes fuerzas contrarias al golpe militar, desde que el 19 de julio fuera tomada por los alzados junto a Ibiza y Formentera. En esas fechas, Menorca fue la única isla del archipiélago balear que no se encontraba alineada con las fuerzas alzadas en armas el 17 de julio de 1936. Sin embargo, la situación revolucionaria que existía en la zona republicana no permitió la necesaria coordinación para el correcto desarrollo de los acontecimientos.
Ya desde el 23 de julio se inician distintas acciones contra los sublevados y ese mismo día aviones republicanos bombardean Palma de Mallorca. Otra operación menor será llevada a cabo el 1 de agosto, cuando efectivos republicanos procedentes de Menorca y debido a un incidente aeronáutico, toman Cabrera brevemente, abandonándola al poco tiempo.

### Operaciones previas

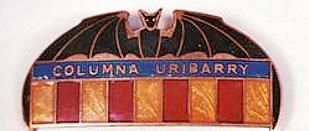
Insignia de la Columna Uribarri (ocasionalmente escrita "Uribarry").

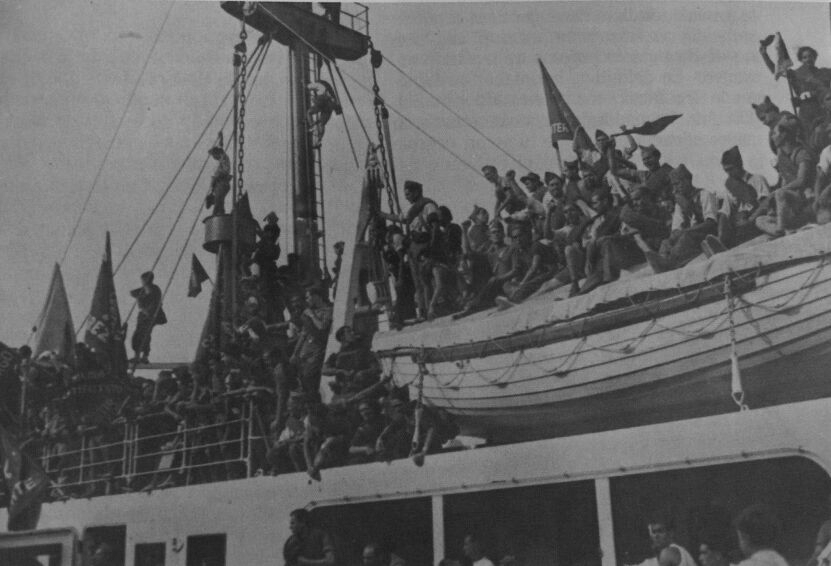
Tropas republicanas embarcadas en Barcelona.

El día 2 de agosto de 1936 una columna de milicias barcelonesa dirigida por Alberto Bayo desembarca en Menorca como paso previo al inicio de la operación; al día siguiente la aviación republicana repetirá de nuevo el bombardeo sobre Palma de Mallorca. Las fuerzas sublevadas en Mallorca eran débiles y los dirigentes sublevados en la isla eran conscientes de esta circunstancia. Por ello, el 2 de agosto salieron de Palma de Mallorca —por iniciativa del Marqués de Zayas— el capitán Juan Thomas y el falangista Martín Pou Roselló con destino a Roma para solicitar el envío de refuerzos a la isla.
El 6 de agosto concluyen en Barcelona los preparativos logísticos para el desembarco. Tanto el Comité Central de Milicias Antifascistas de Cataluña como el Gobierno autonómico catalán dan su apoyo al plan. El Gobierno de la República no se opone y prefiere observar su desarrollo sin interferir. Al día siguiente la isla de Formentera se rinde a la Columna de Manuel Uribarri, procedente de Valencia que se ha sumado a la operación y un día más tarde la Columna barcelonesa de Alberto Bayo, también conocida como Columna de Baleares, desembarca en Ibiza y la domina en pocos días con la ayuda de Uribarri, formándose inmediatamente en la isla un llamado Comité Antifascista de Ibiza, bajo la responsabilidad del comunista Antonio Martínez.
El Cuartel General de la operación se instala en Mahón, en la isla Menorca. Un centenar de voluntarios extranjeros entre los que se encontraban franceses, cubanos y argentinos se sumaron a las operaciones. El 13 de agosto unos 400 milicianos catalanes de la FAI (Federación Anarquista Ibérica) no vinculados al plan de Bayo-Uribarri llegan a la isla de Cabrera. Los valencianos de la columna de Uribarri se reintegran a la península tras no alcanzar un acuerdo con Bayo sobre los pasos inmediatos a seguir. El día 15 el capitán Bayo vuela desde Mahón a la isla de Cabrera, donde están agrupados varios grupos anarquistas catalanes. Bayo propondrá a los milicianos de Cabrera que desembarquen en la isla Dragonera como maniobra de distracción, pero el comité anarquista no accede a tomar parte en la operación, aunque después lo hicieran por su cuenta y sin que ni el capitán de la operación ni su estado mayor supieran nada: los anarquistas de Cabrera desembarcarán en Cala Mandia y Cala Anguila antes de que Bayo lo hiciera en Punta de n'Amer.

## Desarrollo de las operaciones

### Desembarcos en Mallorca

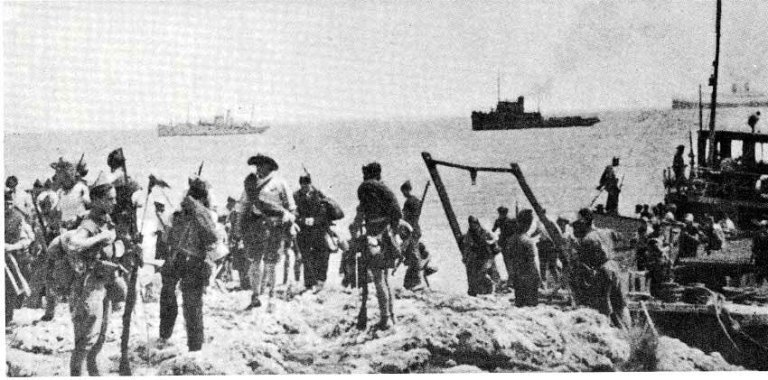
Desembarco inicial de una barcaza K, con barcos de apoyo en el fondo.

En la madrugada del 16 de agosto se produce el desembarco en Mallorca de la expedición de milicianos de Bayo, reforzados por una parte importante de la guarnición de Menorca y refuerzos procedentes de Ibiza. Las fuerzas atacantes lograron ocupar una franja costera de 7 kilómetros en la costa este de Mallorca. La flota de la República que apoyaba la operación estaba compuesta por los destructores Almirante Miranda y Almirante Antequera, el guardacostas Xauen, el torpedero 17, el buque-aljibe A-3, los buques de transporte Ciudad de Barcelona, Ciudad de Cádiz, Ciudad de Mahón, Ciudad de Tarragona, Isla de Tenerife y Mar Negro, el buque de carga Mar Cantábrico, el vapor Umbe Mendi, el vapor auxiliar Cíclope, el vapor remolcador Giralda, el velero Cala Marsal, el falucho Joven Miguel, el patrullero de la arrendataria I-6, el remolcador 14 y el buque hospital Marqués de Comillas. El desembarco en la península de Punta de Amer fue llevado a cabo por medio de las barcazas K-12 y K-26.
El desembarco fue realizado sin el más mínimo conocimiento ni del gobierno de Madrid ni del Ministerio de la Guerra republicano. Además, las unidades de Bayo contaban también con tres submarinos, el B-2, el B-3 y el B-4 y seis hidroaviones tipo Savoia-Marchetti SM.62. El desembarco fue apoyado por el poder de fuego del acorazado Jaime I y el crucero ligero Libertad, así como algunos de los diez hidroaviones Savoia S-62 llegados de Barcelona. En total, unas fuerzas de entre 6000 y 10 000 hombres atacaron la isla por la zona de Punta Amer y Porto Cristo, luego rebautizado como Porto Rojo tras ser conquistado. Al atardecer de ese mismo día llegaron varias piezas de artillería (6 piezas de 75 mm y 4 de 100 mm), así como apoyo aéreo. A partir del 17 de agosto varios navíos de la Marina republicana apoyarán las operaciones militares en la costa. Las milicias republicanas avanzaron unos 12 km hacia el interior y continuaban perplejas ante su éxito, lo que permitió a los sublevados organizar la defensa. El 31 de agosto ante la creciente resistencia que encuentran los republicanos reorganizan sus planes y se aprestan al asalto de Manacor.

### Llegan refuerzos italianos

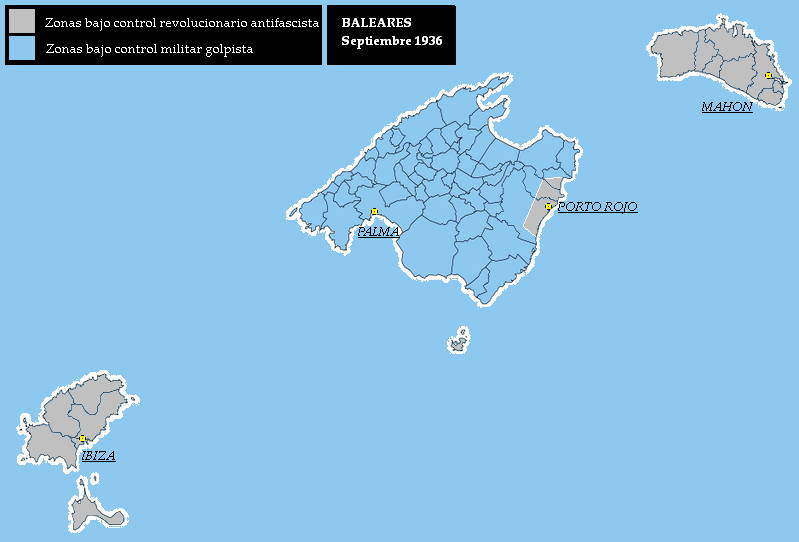
Máximo avance de los republicanos en las Baleares, a comienzos de septiembre de 1936.

El jerarca fascista italiano Arconovaldo Bonaccorsi (conocido como el "Conde Rossi" o también como el león de Son Servera) fue enviado a Mallorca, al frente de una fuerza compuesta por camisas negras y oficiales del ejército regular. Bonaccorsi fue enviado a Mallorca para ejercer como procónsul italiano en las Baleares. Junto a él, fue enviada una pequeña escuadrilla de cazas y bombarderos, y una pequeña fuerza de aviadores.. Le acompañaba como secretario y traductor, el teatino Julián Adrover Llaneras (1900-1965), natural de Felanich (Mallorca).
El 1 de septiembre asistieron al desarrollo de la contraofensiva algunas altas autoridades fascistas italianas como Bonaccorsi o el comandante de la aviación italiana de Mallorca, Luigi Cirelli. Dos días más tarde llegan a la isla, algunos desmontados a bordo del vapor Morandi, tres trimotores de bombardeo y tres aviones de caza italianos, que en adelante concederán el dominio de los cielos a los sublevados. El armamento proporcionado se acabaría concretando en tres hidroaviones Macchi M.41, tres hidroaviones Savoia-Marchetti S.55X, tres bombarderos Savoia-Marchetti SM.81, y tres aviones de combate Fiat CR-32, además de combustible de aviación, equipo antiaéreo, municiones y armas ligeras. Las milicias de Bayo, después de haber conseguido establecer una pequeña posición en esta costa de Mallorca, sin embargo no logran avanzar hacia el interior. El 2 de septiembre, el depósito de municiones de los republicanos fue destruido en una antigua cantera en la costa sur de la península de Punta de n'Amer.
Los rebeldes logran reunir una fuerza de 3500 combatientes, compuesta por 1200 hombres de la guarnición militar, 300 carabineros y Guardias Civiles y unos 2000 voluntarios falangistas. Finalmente, la contraofensiva sublevada logra imponerse a la fuerza expedicionaria catalana y los mantiene bloqueados en el territorio que consiguieron conquistar durante los primeros días. Aproximadamente por estas fechas, una delegación del Comité Antifascista de Ibiza, formada entre otros por Justo Tur, Ángel Palerm, Juan Morales, Ramón Medina y García Rovira, había solicitado ayuda a Barcelona ante la previsible retirada de las fuerzas de Bayo y la precaria situación de Ibiza ante un futuro ataque de los militares alzados en Mallorca.

### Reembarque de las fuerzas de Bayo
La fuerza expedicionaria, con escasos servicios médicos, hospitales de campaña (a pesar de contar con el buque-hospital Marqués de Comillas y suministros adecuados) era incapaz de hacer frente a la contraofensiva de los sublevados, reforzada con aviones llegados de Italia. Bajo el acoso permanente del enemigo por tierra y aire, los milicianos retrocedieron precipitadamente a los barcos, abandonando a decenas de hombres y numeroso material bélico. Se considera que la intervención italiana fue decisiva para expulsar a los republicanos de la isla. Así, en la noche del 4 al 5 de septiembre, ante la orden del gobierno de Largo Caballero de abandonar Mallorca, la columna de Bayo comienza la retirada, mientras los sublevados continúan su ofensiva. El reembarque de la expedición republicana a Mallorca, que deja abandonados a algunos grupos dispersos del contingente, regresa a continuación a Mahón y Barcelona. Tras reocupar paulatinamente el territorio mallorquín ocupado por las columnas republicanas, una semana más tarde los sublevados tienen noticia de que la isla de Cabrera también ha sido abandonada por los anarquistas que estaban allí.
En los días 9 y 10 llegan a la isla de Ibiza en respuesta a las peticiones de apoyo del Comité Antifascista de Ibiza desde Barcelona, a bordo de los barcos Ciudad de Barcelona y Ciudad de Tarragona, dos grupos de milicianos de doscientos y trescientos hombres, integrando la llamada Columna Cultura y Acción. En la noche del 13 de septiembre de 1936 un grupo de milicianos ejecutó a la mayoría de los presos, 93, que se encontraban recluidos en el castillo de Ibiza como represalia por el bombardeo que había sufrido la ciudad aquel día. El llamado Desembarco de Mallorca se da por definitivamente concluido cuando el 20 de septiembre tropas sublevadas procedentes de Palma de Mallorca ocupan finalmente las islas de Ibiza y Formentera.

## Consecuencias
Tras la retirada de Mallorca, las playas del desembarco quedaron sembradas de cadáveres y pertrechos militares. En apenas unas semanas después de los hechos, todo el archipiélago (excepto Menorca) había vuelto al control de los militares sublevados, con lo que el fracaso de la operación fue completo. Además de la enorme desorganización de los atacantes republicanos, los sublevados contaron con la inestimable ayuda de Italia y sus envíos militares, una ayuda que no fue altruista en modo alguno dado el interés de Mussolini por establecer una base aeronaval en las Baleares y que justificaba la intervención italiana en la zona.

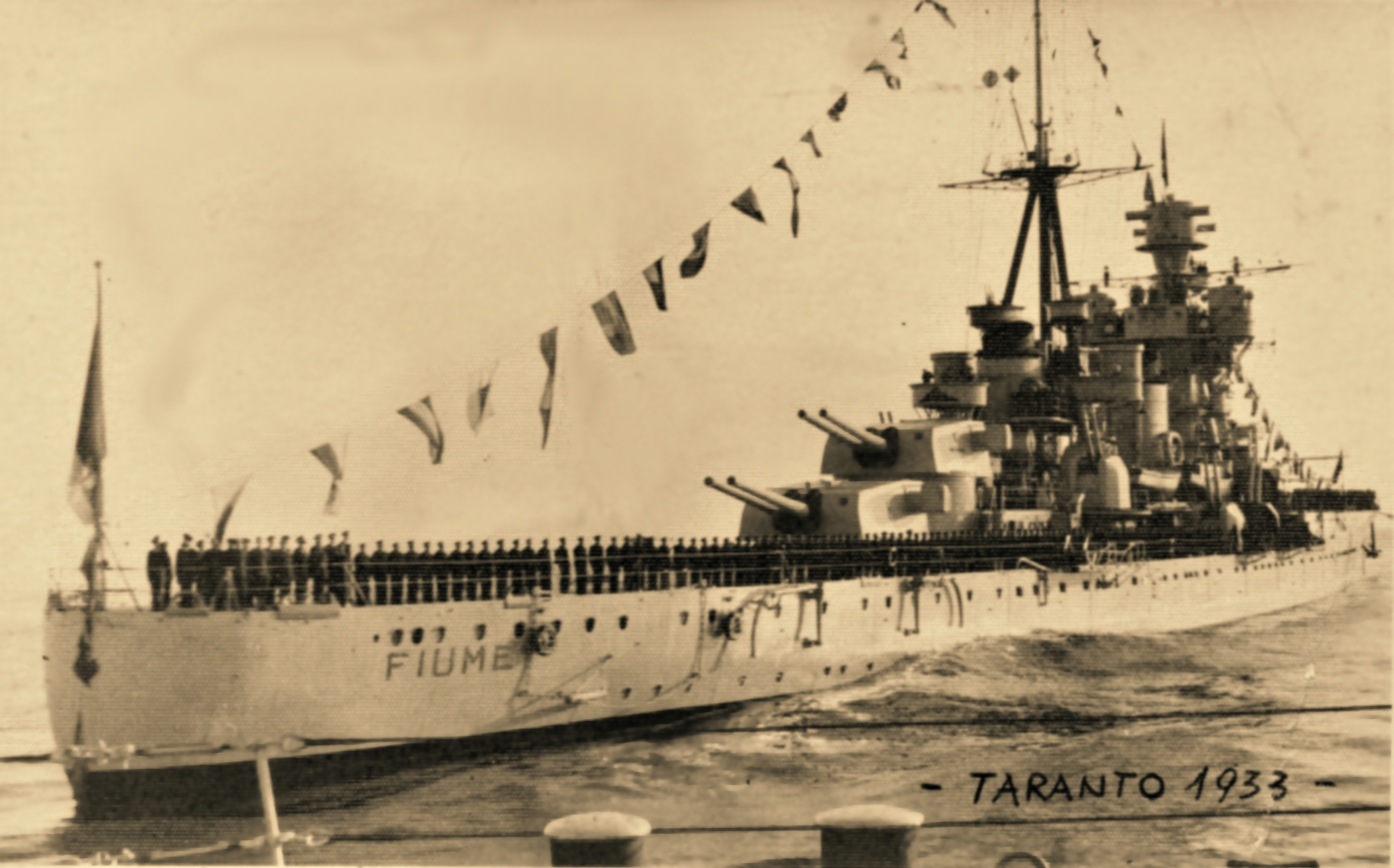
El crucero Fiume, alrededor de 1933.

Pero lo más importante es que, tras la llegada de los italianos, Mallorca se convirtió en una base militar italiana durante el resto de la contienda. La influencia italiana en la isla aumentó considerablemente. A pesar de que no se trató de una ocupación militar de iure, algunas banderas italianas llegaron a ondear sobre la isla. Se llegó incluso al caso de que, tras la expulsión de los republicanos, Bonaccorsi renombró la principal calle de Palma de Mallorca, la Rambla, como Vía Roma, y la adornó con estatuas de Águilas romanas. Italia estableció varias bases aéreas en la isla, desde las cuales emprendieron numerosos bombardeos sobre la retaguardia republicana, así como el acoso a las rutas de suministro republicanas. Italia tenía autonomía en el uso de sus bases aéreas en Mallorca, cuyos efectivos estaban integrados en el Comando Aviazione Legionaria delle Baleari. Para asegurar el dominio de lMallorca, entre agosto y noviembre de 1936 estuvo anclado en la bahía de Palma el crucero pesado italiano Fiume. También estuvo anclado un tiempo el crucero Pola.
Más tarde, tras su regreso a Italia, las autoridades fascistas condecoraron a Bonaccorsi por sus acciones en Mallorca.

### Represión en las islas
Con la retirada de la expedición republicana comenzó una durísima represión por parte de los militares sublevados y falangistas sobre la población local de las islas, aunque durante la corta estancia de las milicias anarquistas también habían ocurrido algunos fusilamientos por parte de estas. Muchos milicianos republicanos que habían quedado heridos fueron alojados en un convento, siendo posteriormente ejecutados por los falangistas y militares ante la vista de la madre superiora, que no intervino ante las matanzas. Ciertamente, pocos prisioneros escaparon de ser fusilados, si bien la matanza alcanzó a otros muchos civiles que no habían tenido nada que ver con la expedición republicana.
En adelante la isla de Mallorca se convirtió en una especie de feudo privado de Bonaccorsi, quién se dedicó a perseguir a cualquier izquierdista que encontrase. Estas ejecuciones de izquierdistas siempre las realizó con el auxilio de los falangistas locales. De hecho, el Conde Rossi fue el creador del grupo fascista Los Dragones de la Muerte, que se destacó muy activamente durante la represión. Fue en ese momento cuando los asesinatos y ejecuciones en la isla llegaron a su punto culminante, superando incluso la represión que había tenido lugar tras el Golpe de Estado de julio. Algunos autores cifran en 3000 los ejecutados. El escritor católico Georges Bernanos quedó horrorizado por la masacre y dio testimonio de ello en su libro Los grandes cementerios bajo la luna publicado en 1938.